# Unión Soviética en la Copa Mundial de Fútbol de 1986
Unión Soviética es una de las 24 selecciones participantes en la Copa Mundial de Fútbol de México 1986, la que es su sexta participación en un mundial y la segunda de manera consecutiva.

## Clasificación

### Grupo 6
| Pos. | Equipo          | Pts. | PJ | G | E | P | GF | GC | Dif. | Clasificación |     | DEN | URS | SUI | IRL | NOR |
| ---- | --------------- | ---- | -- | - | - | - | -- | -- | ---- | ------------- | --- | --- | --- | --- | --- | --- |
| 1    | Dinamarca       | 16   | 8  | 5 | 1 | 2 | 17 | 6  | +11  | Clasificado   |     | —   | 4-2 | 0–0 | 3–0 | 1–0 |
| 2    | Unión Soviética | 14   | 8  | 4 | 2 | 2 | 13 | 8  | +5   | Clasificado   |     | 1–0 | —   | 4–0 | 2–0 | 1–0 |
| 3    | Suiza           | 10   | 8  | 2 | 4 | 2 | 5  | 10 | −5   |               |     | 1–0 | 2–2 | —   | 0–0 | 1–1 |
| 4    | Irlanda         | 8    | 8  | 2 | 2 | 4 | 5  | 10 | −5   |               | 1–4 | 1–0 | 3–0 | —   | 0–0 |     |
| 5    | Noruega         | 6    | 8  | 1 | 3 | 4 | 4  | 10 | −6   |               | 1–5 | 1–1 | 0–1 | 1–0 | —   |     |

 Fuente: 

## Jugadores
Estos son los 22 jugadores convocados para el torneo:

## Resultados
Unión Soviética fue eliminada en la segunda ronda.

### Grupo C
| País            | J | G | E | P | GF | GC | GD | Pts |
| --------------- | - | - | - | - | -- | -- | -- | --- |
| Unión Soviética | 3 | 2 | 1 | 0 | 9  | 1  | +8 | 5   |
| Francia         | 3 | 2 | 1 | 0 | 5  | 1  | +4 | 5   |
| Hungría         | 3 | 1 | 0 | 2 | 2  | 9  | −7 | 2   |
| Canadá          | 3 | 0 | 0 | 3 | 0  | 5  | −5 | 0   |

| 2 de junio de 1986 | Unión Soviética                                                                                    | 6-0     | Hungría | Estadio Sergio León Chávez, Irapuato                      |                                                           |
|                    | Yakovenko 2' · Aleinikov 4' · Belanov 24' (pen.) · Yaremchuk 66' · Dajka 73' (a.g.) · Rodionov 80' | Reporte |         | Asistencia: 16 500 espectadores Árbitro(s): Luigi Agnolin | Asistencia: 16 500 espectadores Árbitro(s): Luigi Agnolin |

| 5 de junio de 1986 | Francia       | 1-1     | Unión Soviética | Estadio Nou Camp, León                                           |                                                                  |
|                    | Fernández 62' | Reporte | Rats 53'        | Asistencia: 36 540 espectadores Árbitro(s): Romualdo Arppi Filho | Asistencia: 36 540 espectadores Árbitro(s): Romualdo Arppi Filho |

| 9 de junio de 1986 | Unión Soviética           | 2-0     | Canadá | Estadio Sergio León Chávez, Irapuato                      |                                                           |
|                    | Blokhin 58' · Zavarov 74' | Reporte |        | Asistencia: 14 200 espectadores Árbitro(s): Idriss Traore | Asistencia: 14 200 espectadores Árbitro(s): Idriss Traore |

### Segunda ronda
| 15 de junio de 1986 | Unión Soviética             | 3-4 (t. s.) | Bélgica                                               | Estadio Nou Camp, León                                       |                                                              |
|                     | Belanov 27' 70' 111' (pen.) | Reporte     | Scifo 56' · Ceulemans 77' · Demol 102' · Claesen 110' | Asistencia: 32 277 espectadores Árbitro(s): Erik Fredriksson | Asistencia: 32 277 espectadores Árbitro(s): Erik Fredriksson |